# Schottheide
Schottheide is een ortsteil in de Duitse gemeente Kranenburg.
Op 1 januari 2018 telde Schottheide 663 inwoners. Op 1 januari 2016 telde het dorp 664 inwoners. Het dorp is nabij het Reichswald gelegen. Schottheide werd in 1414 voor het eerste genoemd en was lang een gehucht nabij Frasselt. Pas in 20ste eeuw werd het een dorp.

## Verenigingen
- Postduifvereniging: Brieftaubenverein "Wald und Heide" Frasselt-Schottheide[2]
- Schutterij: Bürgerschützenverein Schottheide e.V. 1925[3]
- Voetbalvereniging: SV Schottheide-Frasselt 1968/30[4]

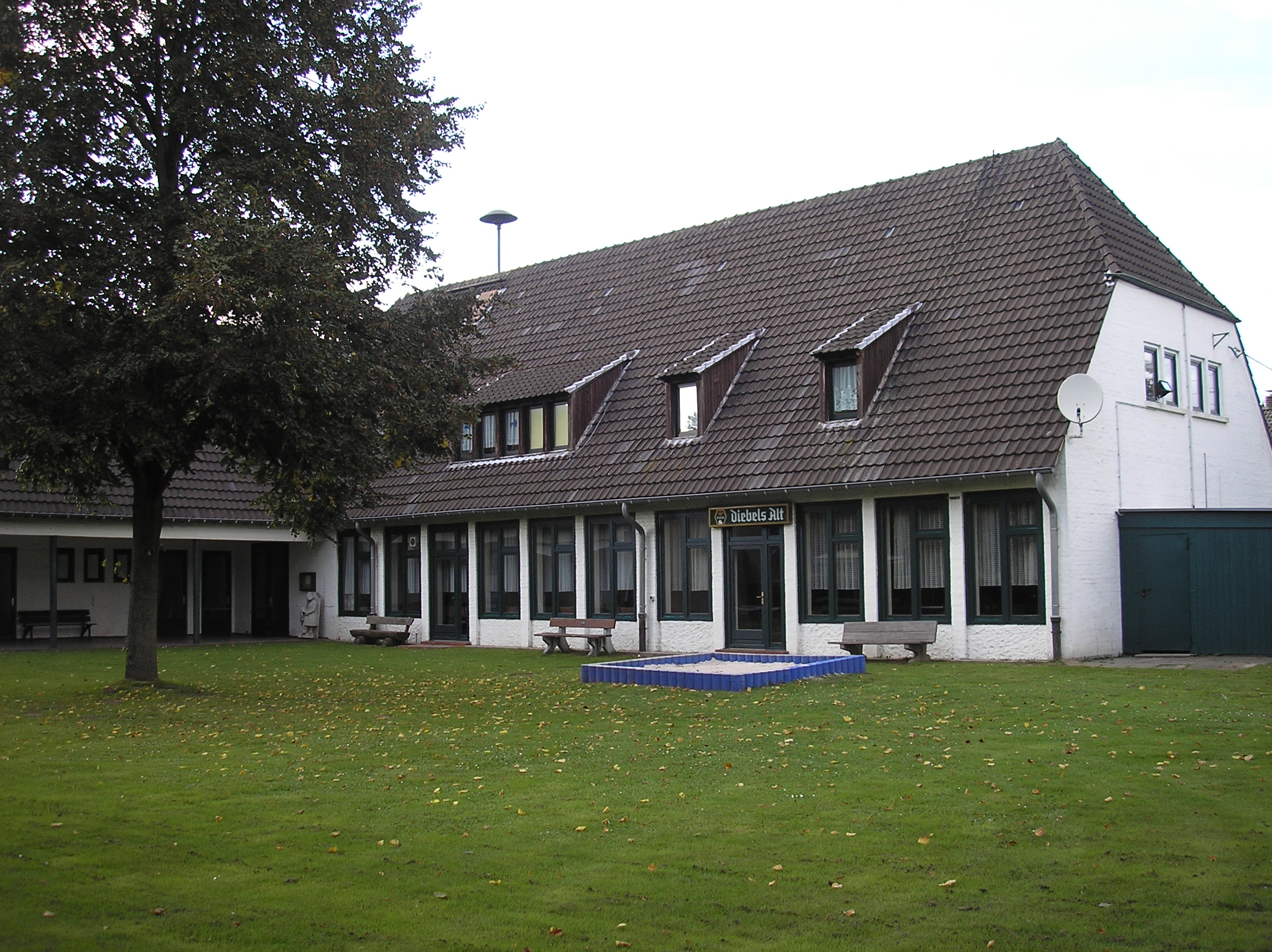
Bürgerhaus "Alte Schule"

Frasselt · Grafwegen · Kranenburg · Mehr · Niel · Nütterden · Schottheide · Wyler · Zyfflich